# Ticoglossum krameri
Ticoglossum krameri là một loài thực vật có hoa trong họ Lan. Loài này được (Rchb.f.) Halb. miêu tả khoa học đầu tiên năm 1983.